# Cool Runnings
Cool Runnings är en amerikansk komedifilm från 1993 i regi av Jon Turteltaub. Filmen bygger på fyra jamaicaners längtan att ta sig till Calgary-OS 1988 genom att starta ett boblag. Cool Runnings är löst baserad på en sann historia.

## Rollista
| Leon Robinson     | – Derice Bannock     |
| Doug E. Doug      | – Sanka Coffie       |
| Rawle D. Lewis    | – Junior Bevil       |
| Malik Yoba        | – Yul Brenner        |
| John Candy        | – Irv                |
| Raymond J. Barry  | – Kurt Hemphill      |
| Peter Outerbridge | – Josef Grool        |
| Paul Coeur        | – Roger              |
| Larry Gilman      | – Larry              |
| Charles Hyatt     | – Whitby Bevil - Sr. |
| Winston Stona     | – Coolidge           |
| Bertina Macauley  | – Joy Bannock        |